# Pomorski Dekanat Wojskowy
Pomorski Dekanat Wojskowy – dawny dekanat Ordynariatu Polowego Wojska Polskiego. Z dniem 1 lutego 2012 roku został zlikwidowany dekretem biskupa Józefa Guzdka.

## Parafie
W skład dekanatu wchodziło 19 parafii:
- parafia wojskowa św. Wawrzyńca – Biedrusko
- parafia wojskowa Matki Bożej Królowej Pokoju – Bydgoszcz
- parafia wojskowa Matki Bożej Częstochowskiej – Chełmno
- parafia wojskowa Najświętszej Maryi Panny Królowej Polski – Gniezno
- parafia wojskowa św. Stanisława Kostki – Grudziądz
- parafia wojskowa Miłosierdzia Bożego – Grupa-Osiedle
- parafia wojskowa św. Barbary i św. Maurycego – Inowrocław
- parafia wojskowo-cywilna św. Marcina – Koszalin
- parafia wojskowa Ducha Świętego – Oleszno
- parafia cywilno-wojskowa Najświętszej Maryi Panny Królowej Polski – Piła
- parafia wojskowa bł. Michała Sopoćki – Redzikowo-Osiedle
- parafia wojskowa św. Pawła Apostoła – Słupsk
- parafia wojskowa MB Dobrej Rady – Stargard
- parafia wojskowa św. Wojciecha – Szczecin
- parafia wojskowa św. Jana Sarkandra i św. Stanisława Kostki – Szczecin-Podjuchy
- parafia wojskowa św. Ignacego Loyoli – Szczecinek
- parafia wojskowa bł. Michała Kozala – Trzebiatów
- parafia wojskowa św. Franciszka z Asyżu – Wałcz
- parafia wojskowa św. Augustyna – Złocieniec

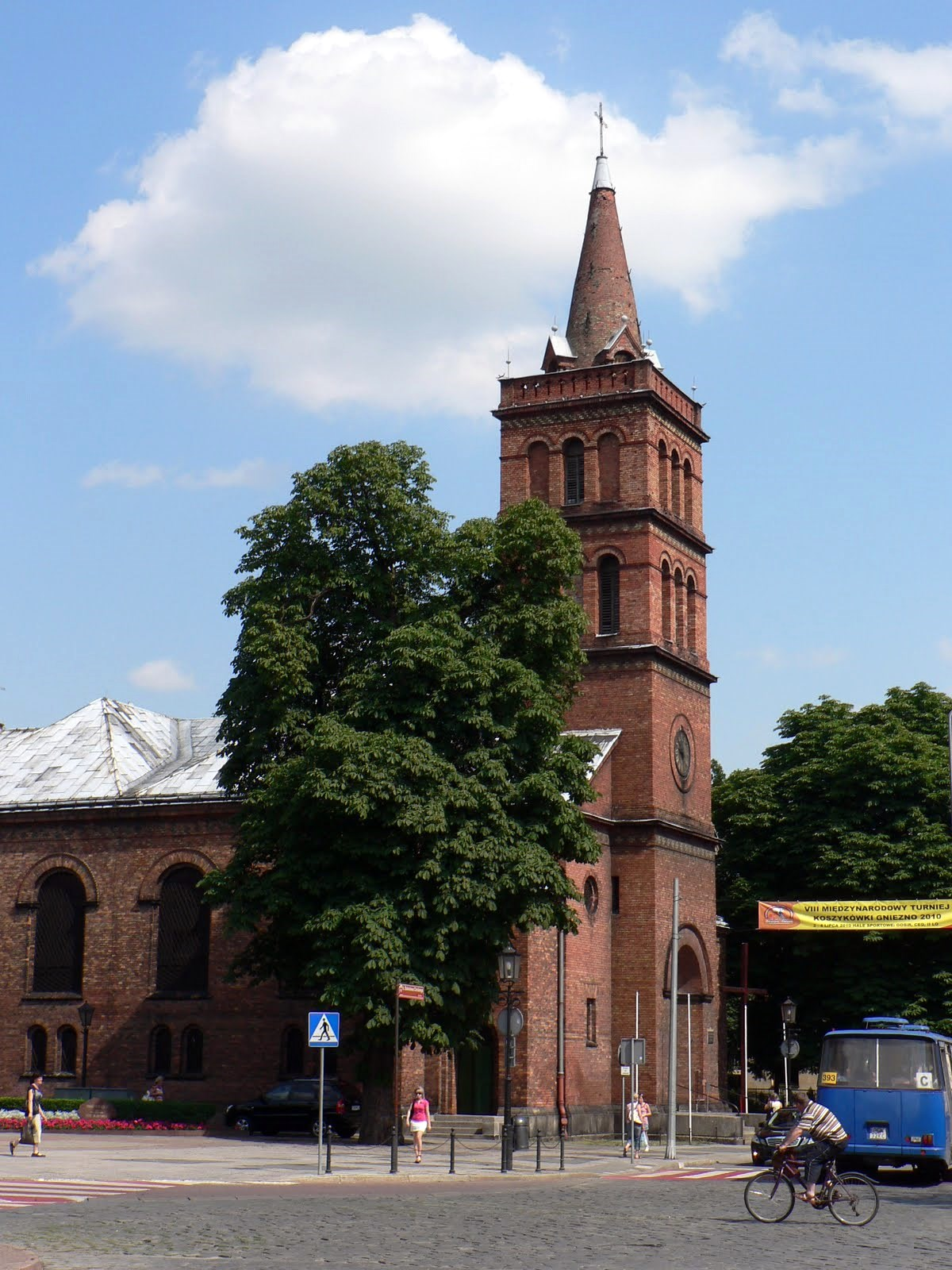
Kościół w Gnieźnie
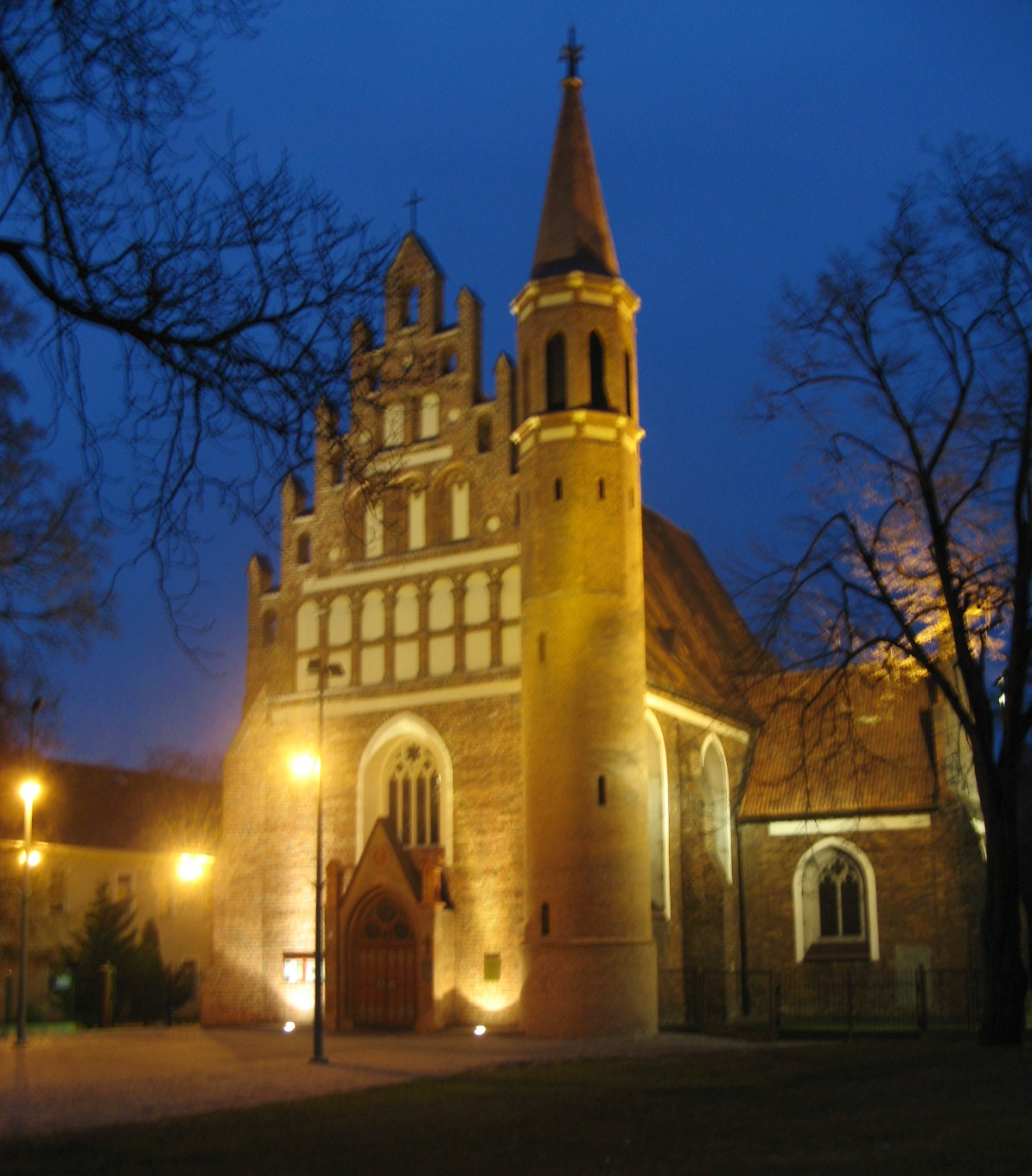
Kościół w Bydgoszczy